# Small World (Metronomy)
Small World è il settimo album in studio del gruppo musicale britannico Metronomy, pubblicato nel 2022.

## Tracce
Testi di Joseph Mount, musiche di Mount, eccetto dove indicato.
1. Life and Death – 3:00
2. Things Will Be Fine – 3:30
3. It's Good to Be Back – 3:53
4. Loneliness on the Run – 3:39
5. Love Factory – 5:03
6. I Lost My Mind – 5:05
7. Right on Time – 3:44
8. Hold Me Tonight (with Porridge Radio) – 3:31 (musica: Dana Margolin, Mount)
9. I Have Seen Enough – 3:32 (musica: Mount, Oscar Cash)